# ヨハン・ライヒハート
ヨハン・ライヒハート（独: Johann Reichhart, 1893年4月29日 - 1972年4月26日）は、ドイツ最後の死刑執行人。
生涯で3,165人の処刑に携わり、詳細な記録を残し、処刑者数ではフランス革命で約2,700人を処刑したシャルル＝アンリ・サンソンをも上回り、公式の死刑執行人としては史上最多である。

## 生涯
1893年、ヨハン・ライヒハートはバイエルン王国、ヴェルト・アン・デア・ドナウのヴィヒェンバッハで生まれた。ライヒハート家は8世代にわたる死刑執行人の家系であり、叔父のフランツ・クサーヴァー・ライヒハートなどを始め、多くが同様に死刑執行人であった。
ライヒハートの経歴は1924年から始まり、ヴァイマル共和国からナチスの時代にわたって3,000人以上を処刑した。
ライヒハートは死刑執行の依頼を受けた人数が莫大であったにもかかわらず、執行手順を非常に厳しく守った。黒い上着に白いシャツ、白い手袋それに黒い蝶ネクタイという、ドイツの伝統的な死刑執行人の服装を着る。そして、助手と共に罪人の体を固定すると、苦痛を与えないよう速やかに首を切断した。彼の仕事はポーランドとオーストリアを含む占領されたヨーロッパの多くの地域で行われた。
ヨーロッパ戦勝記念日（1945年5月8日）の後で、ナチス党員であったライヒハートは逮捕され、非ナチ化の目的のためにランツベルク刑務所に収監された。裁判の結果「死刑執行人としての義務を遂行したものである」とされ、無罪となった。
1946年5月末にランツベルク刑務所で156人のナチス戦犯を処刑するために、彼は占領当局によって再雇用された。ニュルンベルク裁判で死刑を宣告された人々の処刑を連合国の死刑執行人であるジョン・クリス・ウッズ二等軍曹と協力して行った。なお、ニュルンベルク裁判で死刑判決を受けた10人のナチ戦犯の絞首刑は、全員がジョン・C・ウッズ二等軍曹によって、執行している。これまたシャルル＝アンリ・サンソンと同様に「かつては処刑を命ずる側だった権力者を、失脚後に処刑する」「処刑を命ずる為政者は変われど、実際に処刑する執行人は変わらず」という立場の変遷をたどった。
ライヒハートはナチスと連合軍の両方で、歴代のどの死刑執行人よりも多くの処刑を行ってきた。
1949年5月11日、西ドイツにおいて死刑廃止のため、最後の死刑囚である強盗殺人犯ベルトルト・ウェーマイアー (Berthold Wehmeyer) に対するギロチン刑を行った。死刑廃止後も彼は嫌われ、孤独な人生を歩んだ。また、息子のハンスは父の職業との関係から結婚に失敗して、1950年に自殺した。
1963年、タクシー運転手連続殺人事件で西ドイツで死刑再開の議論がされた。ライヒハートは死刑再開法案支持の政治活動に呼び出され、処刑を最も早く残酷でない方法で行うにはギロチンが良いと主張した。
1972年、バイエルン州ミュンヘン北東近郊のエルディング郡にあるドルフェンにて死去。